# 木曜時代劇 (テレビ朝日)
『木曜時代劇』（もくようじだいげき）は、1971年から2001年まで、テレビ朝日（旧：NETテレビ）に存在した時代劇の専門放送枠。19時枠と20時枠及び22時枠の3種類存在した。

## 概要
- 22時枠はそれまで土曜20時に放送していた時代劇枠が移動したもので、終了後は木曜20時枠（第2期）に後継した（土曜20時時代と木曜20時時代で、それぞれ近衛十四郎の「素浪人シリーズ」を放送している）。
- 一方20時枠はそれまでの日曜20時枠の東映時代劇路線が移動したものと考えられる（どちらも『遠山の金さん』シリーズを放送している）。
- 20時枠は1998年の『新選組血風録』を最後に翌年「木曜ミステリー」の新設に伴い廃止。本枠では『三匹が斬る!』シリーズや『名奉行 遠山の金さん』を輩出し、1996年頃まではこの2シリーズが交互に放送されたが、それ以降は『三匹が斬る!』シリーズの終了や『遠山の金さん』シリーズの土曜20時枠移行に伴い看板番組が消滅したのが致命的であった。
- その20時枠の末期は、1997年の『功名が辻』からの作品を原作付きの「ベストセラー時代劇」と銘打ち、それまでの路線とは異なる路線の作品も制作したが、視聴率は回復せず『影武者徳川家康』の放送中に1998年12月をもって時代劇を撤退することが決定した。
- 20時枠廃止から3か月後、これまで時代劇枠を放送してきた土曜20時枠が「サタデードラマ」枠（1999年4月 - 2000年3月）が新設されたため、木曜19時のバラエティ枠と交換した関係で19時枠での「木曜時代劇」が始まった。土曜20時枠から継続の『暴れん坊将軍』シリーズに加え、新規に立ち上げられた『八丁堀の七人』シリーズや、その他1クール完結の作品を織り交ぜて放送された。
- しかし、2001年秋改編で時代劇枠は月曜19時の「月曜時代劇」として枠移行に伴い廃止。その後はテレビ朝日木曜では時代劇は全く放送されなくなったが、2014年7月より、かつて「金曜ナイトドラマ」で放送された『信長のシェフ』の第2シリーズを20時枠で放送（19:58 - 20:54。このため「木曜ミステリー」は中断）、木曜20時では1クール限定ながらも16年振りに時代劇が復活した。

## 放送された作品

### 22時枠
- 1971年10月 - 1972年03月 − 新･鬼平犯科帳（東宝 制作）
- 1972年04月 - 1972年09月 − 世なおし奉行
- 1972年10月 - 1973年03月 − 地獄の辰捕物控

### 20時枠
第1期
- 1967年10月 - 1968年03月 − 野次馬がいく

第2期
- 1973年04月 - 1973年09月 − 素浪人 天下太平
- 1973年10月 - 1974年03月 − いただき勘兵衛旅を行く

第3期
- 1975年10月 - 1977年09月 − 遠山の金さん（杉良太郎版第1シリーズ）
- 1977年10月 - 1978年05月 − 達磨大助事件帳（前進座、国際放送 制作）
- 1978年05月 - 1978年10月 − 若さま侍捕物帳（前進座、国際放送 制作）
- 1978年10月 - 1979年02月 − 風鈴捕物帳
- 1979年02月 - 1979年10月 − 遠山の金さん（杉良太郎版第2シリーズ）
- 1979年10月 - 1982年03月 − 長七郎天下ご免!
- 1982年04月 - 1985年09月 − 遠山の金さん（高橋英樹版） ※1985年10月以降は火曜21時枠に移動

1985年10月から1987年3月の間は『ニュースステーション』の開始に伴い火曜22時枠の朝日放送(ABC)制作枠が本枠に移行したため中断。その後、朝日放送制作枠は1987年4月から火曜21時枠に移行し、本時代劇枠の第4期がスタートする。なお、火曜21時に移動した『遠山の金さんII」の後の1986年10月から1987年2月は、同じ東映（京都）制作、高橋英樹主演の現代劇『京都かるがも病院』が放送された。
第4期
- 1987年04月 - 1987年09月 - 傑作時代劇（単発シリーズ）
- 1987年10月 - 1988年03月 - 三匹が斬る!（主演：高橋英樹、役所広司、春風亭小朝）
- 1988年04月 - 1988年11月 - 名奉行 遠山の金さん（第1シリーズ）（主演：松方弘樹）
- 1988年12月 - 1989年05月 - 続・三匹が斬る!
- 1989年05月 - 1989年11月 - 名奉行 遠山の金さん（第2シリーズ）
- 1990年01月 - 1990年06月 - 続々・三匹が斬る!
- 1990年07月 - 1991年03月 - 名奉行 遠山の金さん（第3シリーズ）
- 1991年04月 - 1991年10月 - また又・三匹が斬る!
- 1991年11月 - 1992年07月 - 名奉行 遠山の金さん（第4シリーズ）
- 1992年07月 - 1993年02月 - 新・三匹が斬る!
- 1993年03月 - 1993年12月 - 名奉行 遠山の金さん（第5シリーズ）
- 1994年01月 - 1994年06月 - ニュー・三匹が斬る!（主演：高橋英樹、近藤真彦、春風亭小朝）
- 1994年06月 - 1995年01月 - 名奉行 遠山の金さん（第6シリーズ）
- 1995年01月 - 1995年03月 - はぐれ医者・お命預かります!（主演：藤田まこと）
- 1995年04月 - 1995年08月 - 痛快・三匹が斬る!（主演：役所広司、近藤真彦、春風亭小朝）
- 1995年09月 - 1996年03月 - 名奉行 遠山の金さん（第7シリーズ）
- 1996年04月 - 1996年09月 - 大江戸弁護人走る!（主演：髙嶋政宏）
- 1996年10月 - 1997年03月 - 快刀!夢一座七変化（主演：三田村邦彦）
- 1997年04月 - 1997年06月 - 司馬遼太郎の功名が辻
- 1997年07月 - 1997年09月 - 藤沢周平の用心棒日月抄
- 1997年10月 - 1998年03月 - 新・御宿かわせみ
- 1998年04月 - 1998年06月 - 影武者徳川家康
- 1998年07月 - 1998年09月 - びんぼう同心御用帳
- 1998年10月 - 1998年12月 - 新選組血風録

21世紀
- 2014年07月 - 2014年09月 - 信長のシェフ（第2シリーズ）

### 19時枠
- 1999年04月 - 1999年09月 - 暴れん坊将軍 （第9シリーズ） ※番組自体は1998年11月開始、土曜20時枠からの移行
- 1999年10月 - 1999年12月 - 痛快!三匹のご隠居
- 2000年01月 - 2000年03月 - 八丁堀の七人 （第1シリーズ）
- 2000年04月 - 2000年09月 - 暴れん坊将軍 （第10シリーズ）
- 2000年10月 - 2000年12月 - 熱血!周作がゆく
- 2001年01月 - 2001年03月 - 八丁堀の七人 （第2シリーズ）
- 2001年04月 - 2001年06月 - 十手人
- 2001年07月 - 2001年09月 - 暴れん坊将軍 （第11シリーズ） ※番組自体は月曜時代劇に移行して2001年12月まで継続

特に書かれていないもの以外は全て、テレビ朝日、東映が制作。

## 備考
- 広島ホームテレビでは、プロ野球中継（広島東洋カープ主催ゲーム）をこの時間に放送することがあり、その場合は後日に代替放送していた。
- テレビ朝日系列局のない高知県では以下の体制で放送された。
  - 20時枠の方はNNS（日本テレビ）系列局の高知放送で土曜22時から放送されていた。ただし、本来、JNN（TBS）系列のテレビ高知が放送権を持っていた土曜20時時代劇枠に『名奉行 遠山の金さん』が移行してからは、『金さん』シリーズ放送期に限り互いの放送作品を交換した（高知放送が土曜時代劇枠での『金さん』シリーズを、テレビ高知が同時期の木曜20時枠作品を放送）。
  - 19時枠の方は前身の土曜20時時代劇枠からの流れでテレビ高知で放送された（後継の「月曜時代劇」「火曜時代劇」も同様）。
  - ちなみにどちらも土佐鶴が筆頭スポンサーとなっていた。
- かつては同局の火曜21時時代劇枠（『柳生十兵衛あばれ旅』まで）・土曜20時時代劇枠と同様に遅れネット局も同一スポンサーごとネットした局が存在していた。
  - 一例としては、青森朝日放送開局前までは青森放送（当時はNNS・ANNクロスネット局、土曜16:30 - 17:25）・山形テレビが1993年4月にFNS（フジテレビ）系列からANNフルネット局にネットチェンジするまでは山形放送（当時はNNS・ANNクロスネット局、水曜22:00 - 22:54）・山口朝日放送開局前までは山口放送（当時はNNS・ANNクロスネット局、日曜22:30 - 23:24）・琉球朝日放送開局前までは琉球放送（JNN系列局、土曜13:00 - 13:54）などが該当する。